# Contracaecum unidentatum
Contracaecum unidentatum är en rundmaskart. Contracaecum unidentatum ingår i släktet Contracaecum och familjen Anisakidae. Inga underarter finns listade i Catalogue of Life.